# Dorian Bylykbashi
Dorian Bylykbashi est un footballeur albanais né le 8 août 1980 à Elbasan. Il joue actuellement au KS Elbasani.